# Sheila Young
Sheila Grace Young-Ochowicz (* 14. Oktober 1950 in Birmingham, Michigan) ist eine ehemalige US-amerikanische Eisschnellläuferin und Bahnradsportlerin. Sie wurde in beiden Sportarten Weltmeisterin und gewann im Eisschnelllauf drei Medaillen bei den Olympischen Winterspielen 1976, darunter die goldene im Sprint über 500 m. Auf dieser Distanz stellte sie außerdem zwischen 1973 und 1976 drei Weltrekorde auf.

## Werdegang

### Kindheit und Jugend (bis 1968)
Sheila Young stammt gebürtig aus Birmingham, einem Vorort von Detroit im US-Bundesstaat Michigan. Sie wuchs als zweites von vier Geschwisterkindern mit einer älteren Schwester und zwei jüngeren Brüdern auf. Youngs Eltern waren beide sowohl im Eisschnelllauf als auch im Radsport aktiv. Ihr Vater Clair war auf dem Rad mehrfacher Staatsmeister von Michigan und spielte eine wesentliche Rolle in der Organisation des örtlichen Wolverine Sports Clubs. Über ihre Eltern kam Sheila Young früh mit Sport in Berührung: Als Kleinkind lernte sie Schlittschuhlaufen, mit vier Jahren fuhr sie Rad. Erst mehrere Jahre später trat sie auf dem Eis zu Wettkämpfen an, was sie rückblickend damit erklärte, sie sei schüchtern gewesen und habe nicht gewollt, dass Leute sie bei Rennen anstarrten. 1963 starb Youngs Mutter an Krebs. In den folgenden Jahren wurden Sheila Young und ihre Geschwister von ihrem Vater allein erzogen. Die Familie zog nach Detroit, wo Clair Young eine neue Stelle angetreten hatte. Weiterhin fuhr er mit seinen Kindern in der Freizeit zu Eislauf- und Radrennen und trainierte seine Tochter während ihrer gesamten Jugend. Auf nationaler Ebene stieg Sheila Young zu den führenden Eisschnellläuferinnen auf, verpasste aber die Qualifikation für die Olympischen Winterspiele 1968 in Grenoble. Ebenfalls 1968 schloss sie den Besuch der Denby High School in Detroit ab.

### Weltmeistertitel und olympische Erfolge im Eisschnelllauf und Radsport (1968 bis 1982)

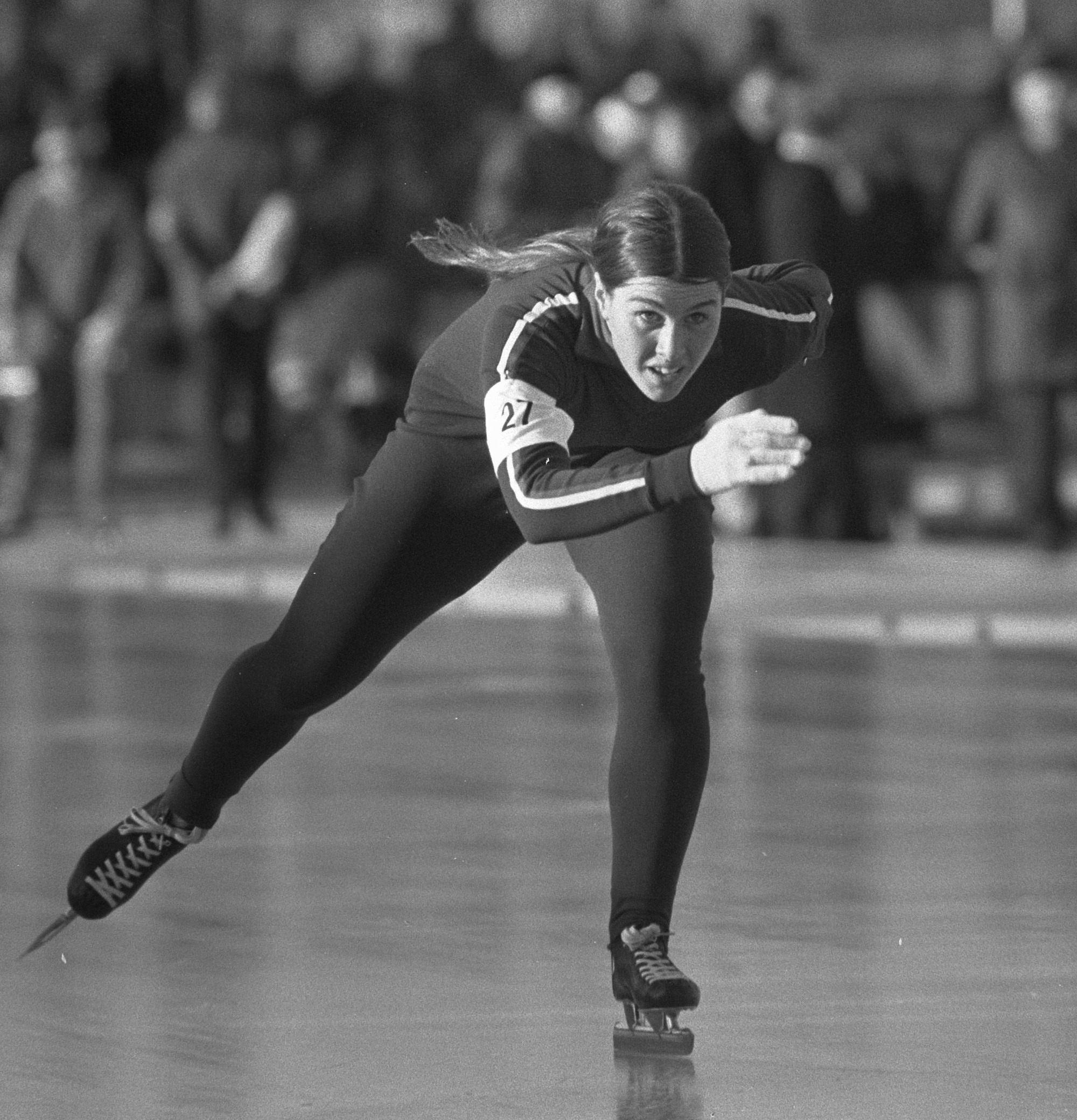
Sheila Young bei der Eisschnelllauf-Mehrkampfweltmeisterschaft 1974

Nach dem High-School-Abschluss zog Young nach Milwaukee in Wisconsin, wo sich mit dem Wisconsin Olympic Ice Rink in West Allis die zu ihrer aktiven Zeit einzige 400-m-Eisschnelllaufbahn in den Vereinigten Staaten befand. 1970 wurde sie zum ersten Mal nationale und nordamerikanische Eisschnelllaufmeisterin. 1971 übernahm der Niederländer Peter Schotting Youngs Eisschnelllauftraining. Unter seiner Anleitung verfolgte Young ein intensives Trainingsregime mit täglich mindestens vier Stunden Übungen. Sie qualifizierte sich für die Olympischen Winterspiele 1972 in Sapporo und belegte dort als bestes Ergebnis Rang vier im 500-m-Rennen, das ihre Mannschaftskameradin Anne Henning für sich entschied. Young verpasste die Medaillenränge um acht Hundertstelsekunden und bezeichnete das Ergebnis als enttäuschend, gleichzeitig aber auch motivierend, weil sie nach ihrem ersten Jahr ernsthaften Trainings bei Schotting deutliche Fortschritte erkannt habe.
Mit ihrer geringen Größe von etwa 1,63 m (5 ft 4) und einem Gewicht von knapp 60 Kilogramm war Young körperlich am besten für die Sprintstrecken veranlagt, bei denen es auf kraftvolle Geschwindigkeitsschübe ankommt. Dementsprechend feierte sie den Großteil ihrer Erfolge auf den Kurzdistanzen: 1973, 1975 und 1976 wurde sie jeweils Sprintweltmeisterin im Vierkampf aus jeweils zwei Rennen über 500 m und 1000 m. (1974 stürzte sie und spielte keine Rolle bei der Medaillenvergabe.) Zwischen Januar 1973 und März 1976 stellte sie drei 500-m-Weltrekorde auf. Als erste Eisschnellläuferin benötigte sie weniger als 41 Sekunden für diese Distanz. Im Allround-Mehrkampf – bestehend aus jeweils einem Rennen über 500, 1000, 1500 und 3000 m – gewann Young 1975 und 1976 zwei Weltmeisterschafts-Bronzemedaillen, wobei sie jeweils die Schnellste über 500 m und 1000 m war, auf den beiden längeren Distanzen aber mehrere Sekunden auf die Gesamtsiegerinnen Karin Kessow beziehungsweise Sylvia Burka verlor. Bei den Olympischen Winterspielen 1976 in Innsbruck gewann Young die Goldmedaille im Eisschnelllauf über 500 m, die Bronzemedaille über 1000 m und wurde Zweite über die 1500-m-Distanz. Sie war damit die erste Sportlerin der USA, die drei Medaillen bei Olympischen Winterspielen gewann. Bei der Abschlussfeier trug sie die US-amerikanische Fahne.
Parallel zu ihrer Eislaufkarriere begann Young Anfang der 1970er-Jahre, Radfahren nicht mehr lediglich als Trainingsdisziplin zur Überbrückung der Sommermonate zu betrachten, sondern auch in dieser Sportart Wettkämpfe zu bestreiten: 1971 gewann sie als Bahnradsprinterin ihren ersten Titel bei den von der Amateur Bicycle League of America ausgerichteten nationalen Meisterschaften. Sie setzte sich dabei gegen die fünf Jahre jüngere Sue Novara durch, die im Radsprint Youngs stärkste Rivalin in den USA blieb. Sämtliche nationale Meistertitel in dieser Disziplin zwischen 1971 und 1981 gingen entweder an Young oder an Novara. Auch auf internationaler Ebene zählten beide US-Athletinnen zu den stärksten Bahnradsprinterinnen und kämpften um Weltmeistertitel. Young gewann 1972 WM-Bronze und wurde bei den Welttitelkämpfen 1973 in San Sebastián mit einem Sieg im Finale gegen Iva Zajíčková zum ersten Mal Radweltmeisterin. Ihren zweiten Weltmeistertitel gewann Young 1976 in Monteroni di Lecce im direkten Duell gegen ihre Teamkollegin Novara. Damit wurde sie sowohl 1973 als auch 1976 im gleichen Jahr Weltmeisterin im Eisschnelllaufen und im Bahnradfahren. Sheilas jüngerer Bruder Roger Young war ebenfalls erfolgreicher Radfahrer und nahm 1972 an den Olympischen Spielen in München teil. Frauenradsport war dagegen in den 1970er-Jahren noch keine olympische Sportart. Die erste olympische Goldmedaille für Frauen im Bahnsprint wurde erst 1988 und somit nach Youngs Karriereende verliehen.
1976 heiratete Sheila Young den Radsportler Jim Ochowicz, wurde kurz danach zum ersten Mal Mutter und unterbrach ihre sportliche Laufbahn für mehrere Jahre. Die Familie Young-Ochowicz zog in dieser Zeit nach Lake Placid, wo Sheila Young für das Organisationskomitee der dort stattfindenden Olympischen Winterspiele 1980 arbeitete. Für ABC kommentierte sie die olympischen Eisschnelllaufrennen in Lake Placid. Young begann 1980 wieder sowohl mit dem Rad- als auch mit dem Eisschnelllauftraining. Auf dem Rad errang sie 1981 ihren vierten nationalen Meistertitel (nach 1971, 1973 und 1976) sowie bei der WM in Brünn ihren dritten Weltmeistertitel. Im Eisschnelllauf verpasste sie als Siebte beziehungsweise Dreizehnte bei den Sprintweltmeisterschaften 1981 und 1982 weitere Medaillen. Infolge ihrer zweiten Schwangerschaft zog sie sich anschließend mit Anfang 30 vom aktiven Sport zurück.

### Nach der aktiven Laufbahn
Sheila Young-Ochowicz schloss nach dem Ende ihrer Sportkarriere ein sportpädagogisches Bachelorstudium an der University of Wisconsin–Milwaukee ab. Sie arbeitete danach als Sportlehrerin, erst in Milwaukee, später in Menlo Park in Kalifornien. Mit ihrem Ehemann Jim Ochowicz (der von 2002 bis 2006 Präsident des US-amerikanischen Radsportverbandes USA Cycling war) hat sie  drei Kinder. Ihre zweite Tochter Elli Ochowicz (* 1983), die sie bis 1997 trainierte, nahm zwischen 2002 und 2010 als Eisschnellläuferin an drei Olympischen Winterspielen teil.

## Öffentliches Bild und Würdigung
Zu Sheila Youngs aktiver Zeit in den 1970er-Jahren genossen weder Eisschnelllauf noch Radsport große öffentliche Aufmerksamkeit in den Vereinigten Staaten. Während Young in Europa gemäß eigener Aussage nach ihren Weltmeistertiteln und Weltrekorden bekannt war, wurden in den USA ausschließlich ihre Leistungen bei Olympischen Spielen wahrgenommen. 1976 war sie auf dem Titelblatt der olympischen Vorschau des US-Fachmagazins Sports Illustrated für die Winterspiele in Innsbruck abgebildet. Nach Einschätzung der Sportjournalistin Janice Kaplan aus dem Jahr 1979 war Youngs Auftreten – auch bedingt durch ihren Ganzkörperanzug – für das amerikanische Publikum zu distanziert (im Original: „too unneeding of affection“), Young erschien demnach „unverwundbar“. Weil man sie zwar bewundert, nicht aber geliebt habe, sei sie entgegen der Erwartungen einiger Beobachter nicht zum absoluten Medienstar aufgestiegen.
Im historischen Vergleich zählt Young im Eisschnelllauf zu den stärksten Sprinterinnen des 20. Jahrhunderts. Als erste Athletin gewann sie drei Titel bei den seit 1970 ausgetragenen Sprintweltmeisterschaften. In den modellgestützten „universellen Eisschnelllauf-Ranglisten“ einer 2013 an der Reichsuniversität Groningen eingereichten Dissertation steht sie an fünfter Position im 500-m-Ranking – hinter Jenny Wolf, Bonnie Blair, Catriona LeMay Doan und Karin Enke – sowie an siebter Position über 1000 m. Mehrere andere Athletinnen bestritten in späteren Jahrzehnten wie Young erfolgreich parallel Wettkämpfe im Radsport und im Eisschnelllauf. Christa Rothenburger aus der DDR, die in den 1980er-Jahren ebenfalls in beiden Disziplinen Weltmeisterin wurde, sagte, sie sei von Young (und Beth Heiden) zum Sportartenwechsel inspiriert worden.
Das United States Olympic Committee zeichnete Young 1976 und 1981 als Sportlerin des Jahres aus. Sie wurde 1981 in die International Women’s Sports Hall of Fame der Women’s Sports Foundation aufgenommen. Seit 1988 gehört sie der United States Bicycling Hall of Fame sowie der Michigan Sports Hall of Fame an, seit 1991 außerdem der National Speedskating Hall of Fame.

## Eisschnelllauf-Statistik

### Olympische Winterspiele
Sheila Young nahm an zwei Olympischen Winterspielen teil: Bei ihrem Debüt in Sapporo 1972 blieb sie ohne Medaille, vier Jahre später in Innsbruck gewann sie Gold über 500 m, Silber über 1500 m und Bronze über 1000 m.
| Olympische Winterspiele | Olympische Winterspiele | 500 m | 1000 m | 1500 m |
| Jahr                    | Ort                     | 500 m | 1000 m | 1500 m |
| ----------------------- | ----------------------- | ----- | ------ | ------ |
| 1972                    | Sapporo                 | 4.    | 16.    | –      |
| 1976                    | Innsbruck               | 1.    | 3.     | 2.     |

### Mehrkampfweltmeisterschaften
Von 1973 bis 1976 nahm Young an vier aufeinanderfolgenden Mehrkampfweltmeisterschaften teil. Sie gewann dabei zwei Bronzemedaillen. Die folgende Tabelle zeigt ihre Zeiten – und in Klammern jeweils dahinter ihre Platzierungen – auf den vier gelaufenen Einzelstrecken sowie die sich daraus errechnende Gesamtpunktzahl nach dem Samalog und die Endplatzierung. Die Anordnung der Distanzen entspricht ihrer Reihenfolge im Programm der Mehrkampf-WM zu Youngs aktiver Zeit.
| Mehrkampf-WM | Mehrkampf-WM | 500 m (in Sekunden) | 1500 m (in Minuten) | 1000 m (in Minuten) | 3000 m (in Minuten) | Punkte  | Platz |
| Jahr         | Ort          | 500 m (in Sekunden) | 1500 m (in Minuten) | 1000 m (in Minuten) | 3000 m (in Minuten) | Punkte  | Platz |
| ------------ | ------------ | ------------------- | ------------------- | ------------------- | ------------------- | ------- | ----- |
| 1973         | Strömsund    | 43,56 0(1)          | 2:26,21 (14)        | 1:33,26 (11)        | 5:19,76 (16)        | 192,219 | 11.   |
| 1974         | Heerenveen   | 44,44 0(1)          | 2:21,52 0(3)        | 1:30,43 0(4)        | 5:07,30 (11)        | 188,045 | 4.    |
| 1975         | Assen        | 42,30 0(1)          | 2:23,42 0(6)        | 1:30,87 0(1)        | 5:08,65 0(9)        | 186,984 | 3.    |
| 1976         | Gjøvik       | 42,26 0(1)          | 2:20,76 0(6)        | 1:28,69 0(1)        | 5:12,09 (14)        | 185,540 | 3.    |

### Sprintweltmeisterschaften
Young gewann zwischen 1972 und 1982 drei Goldmedaillen bei Sprintweltmeisterschaften. Die folgende Tabelle zeigt ihre Zeiten – und in Klammern jeweils dahinter ihre Platzierungen – auf den vier gelaufenen Einzelstrecken sowie die sich daraus errechnende Gesamtpunktzahl nach dem Samalog und die Endplatzierung. Die Anordnung der Distanzen entspricht ihrer Reihenfolge im Programm der Sprint-WM zur aktiven Zeit Youngs.
| Sprint-WM | Sprint-WM  | 500 m 1. Rennen (in Sekunden) | 1000 m 1. Rennen (in Minuten) | 500 m 2. Rennen (in Sekunden) | 1000 m 2. Rennen (in Minuten) | Punkte  | Platz |
| Jahr      | Ort        | 500 m 1. Rennen (in Sekunden) | 1000 m 1. Rennen (in Minuten) | 500 m 2. Rennen (in Sekunden) | 1000 m 2. Rennen (in Minuten) | Punkte  | Platz |
| --------- | ---------- | ----------------------------- | ----------------------------- | ----------------------------- | ----------------------------- | ------- | ----- |
| 1972      | Eskilstuna | 44,20 0(1)                    | 1:34,87 (12)                  | 44,76 0(1)                    | 1:37,60 (17)                  | 185,195 | 8.    |
| 1973      | Oslo       | 43,44 0(1)                    | 1:30,45 0(1)                  | 43,37 0(1)                    | 1:31,16 0(2)                  | 177,515 | 1.    |
| 1974      | Innsbruck  | 51,72 (27)                    | 1:34,20 0(3)                  | 43,18 0(1)                    | 1:27,35 0(1)                  | 185,675 | 11.   |
| 1975      | Göteborg   | 44,34 0(6)                    | 1:29,94 0(1)                  | 43,92 0(1)                    | 1:29,63 0(1)                  | 178,045 | 1.    |
| 1976      | Berlin     | 42,87 0(1)                    | 1:28,56 0(1)                  | 42,60 0(1)                    | 1:28,40 0(1)                  | 173,950 | 1.    |
| 1981      | Grenoble   | 42,67 0(7)                    | 1:27,29 (14)                  | 42,43 0(5)                    | 1:26,58 0(7)                  | 171,985 | 7.    |
| 1982      | Alkmaar    | 43,25 (11)                    | 1:32,93 (26)                  | 43,25 (13)                    | 1:29,19 (15)                  | 177,060 | 13.   |

### Persönliche Bestzeiten
Auf allen vier Distanzen lief Sheila Young ihre persönlichen Bestzeiten im Winter 1976. Ihre Leistungen über 1000 m und 500 m hatten als nationale Rekorde bis 1980 beziehungsweise 1988 Bestand und wurden dann von Beth Heiden beziehungsweise Bonnie Blair verbessert. Über 1500 m war Leah Poulos im nationalen Vergleich im Winter 1976 um einige Zehntelsekunden schneller, über 3000 m war Young etwa fünf Sekunden von Beth Heidens US-Bestleistung entfernt.
| Strecke | Zeit        | Datum           | Ort                  |
| ------- | ----------- | --------------- | -------------------- |
| 500 m   | 40,68 s     | 13. März 1976   | Inzell               |
| 1000 m  | 1:24,38 min | 12. März 1976   | Inzell               |
| 1500 m  | 2:14,68 min | 31. Januar 1976 | Davos                |
| 3000 m  | 5:02,88 min | 24. Januar 1976 | Madonna di Campiglio |

### Weltrekorde
In ihrer Laufbahn stellte Sheila Young fünf Weltrekorde auf: drei auf der 500-Meter-Sprintstrecke und zwei im Sprintvierkampf (bestehend aus zwei 500-Meter- und zwei 1000-Meter-Rennen). Alle Bestleistungen erzielte sie auf den Bahnen in Davos und in Inzell, die wegen ihrer Höhenlage (1500 Meter beziehungsweise 700 Meter) und dem damit verbundenen geringeren Luftwiderstand besonders schnelle Zeiten erlaubten. Auf der noch schnelleren Bahn in Medeo bestritt Young keine Wettkämpfe. Dort unterbot zwischenzeitlich die Russin Tatjana Awerina Youngs Rekorde und dort war auch Christa Rothenburger Anfang der 1980er-Jahre um einige Zehntelsekunden über 500 Meter schneller.
| Nr. | Disziplin        | Zeit/Punkte | Datum         | Ort               | Bestand             | Nachfolgerin         |
| --- | ---------------- | ----------- | ------------- | ----------------- | ------------------- | -------------------- |
| 1   | 500 Meter        | 41,80 s     | 19. Jan. 1973 | Eisstadion Davos  | 2 Jahre und 51 Tage | Tatjana Awerina      |
| 2   | Sprint-Mehrkampf | 173,450     | 20. Jan. 1973 | Eisstadion Davos  | 2 Jahre und 68 Tage | Tatjana Awerina      |
| 3   | 500 Meter        | 40,91 s     | 31. Jan. 1976 | Eisstadion Davos  | 42 Tage             | Sheila Young         |
| 4   | 500 Meter        | 40,68 s     | 13. März 1976 | Eisstadion Inzell | 5 Jahre und 14 Tage | Christa Rothenburger |
| 5   | Sprint-Mehrkampf | 166,210     | 13. März 1976 | Eisstadion Inzell | 5 Jahre und 15 Tage | Christa Rothenburger |